# بخش اتامپ
بخش اتامپ (به فرانسوی: Arrondissement d'Étampes) یک بخش در فرانسه است که در اسون واقع شده‌است.